# Nicolas-François Dupré de Saint-Maur
Nicolas-François Dupré de Saint-Maur (Parigi, 1695 – 30 novembre 1774) è stato un economista e statistico francese.

## Biografia
Nacque da una famiglia di giuristi, figlio di un correttore nel Chambre des comptes e cugino di Jean-Baptiste-Henri de Valincour. Diventò tesoriere della Francia presso l'Ufficio presidenziale di Parigi e fu consigliere del regno.

## Opere
- Le Paradis perdu de Milton. Poème heroique, traduit de l'anglois, avec les remarques de Mr. Addisson (1729) (3 volumes) - Una traduzione in prosa di Paradiso riconquistato del poeta inglese John Milton, quest'opera fu pubblicata per la prima volta da Saint-Maur e fu spesso ristampata.
- Essai sur les monnaies, ou réflexions sur le rapport entre l'argent et les denrées (1746) Estratti in linea: - Un trattamento di moneta europea e i rapporti tra il prezzo del grano, del vino, dell'olio, della carne, del legno e di altri beni. È stata una delle prime opere nell'introdurre John Locke per le sue idee. Adam Smith ha elogiato le sue statistiche sul prezzo del cibo e Buffon ha utilizzato le sue statistiche sulla mortalità nella sua Histoire naturelle de l'homme.
- Recherches sur la valeur des monnoies et sur le prix des grains avant et après le concile de Francfort (1762)
- Mémoire sur la décadence du commerce de Bayonne et Saint-Jean-de-Luz, et sur les moyens de le rétablir (1783)
- Mémoire important sur l'administration des corvées dans la généralité de Guyenne, et observations sur les rémontrances du Parlement de Bordeaux (1784)